# Ledaña
Ledaña település Spanyolországban, Cuenca tartományban. Ledaña Villagarcía del Llano, Iniesta, Villamalea, Cenizate és Navas de Jorquera községekkel határos. Lakosainak száma 1602 fő (2024).

## Népesség
A település népessége az utóbbi években az alábbiak szerint változott:
| Lakosok száma | 1862 | 1911 | 1908 | 1926 | 1928 | 1723 | 1664 | 1563 | 1562 | 1602 |
|               | 2001 | 2004 | 2006 | 2009 | 2011 | 2014 | 2016 | 2019 | 2021 | 2024 |